# Philodendron goeldii
Philodendron goeldii är en kallaväxtart som beskrevs av Graziela Maciel Barroso. Philodendron goeldii ingår i släktet Philodendron och familjen kallaväxter. Inga underarter finns listade.

## Bildgalleri

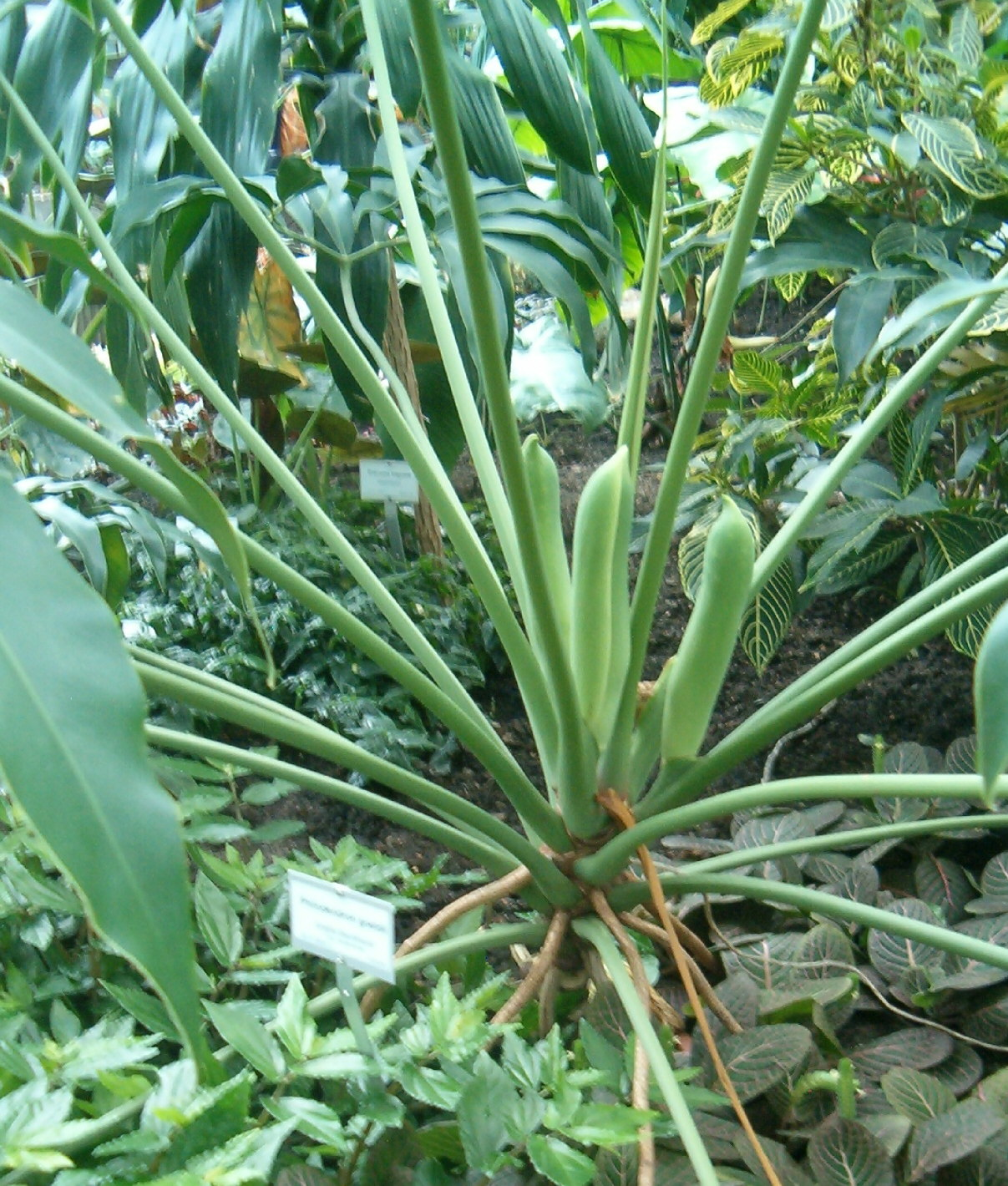
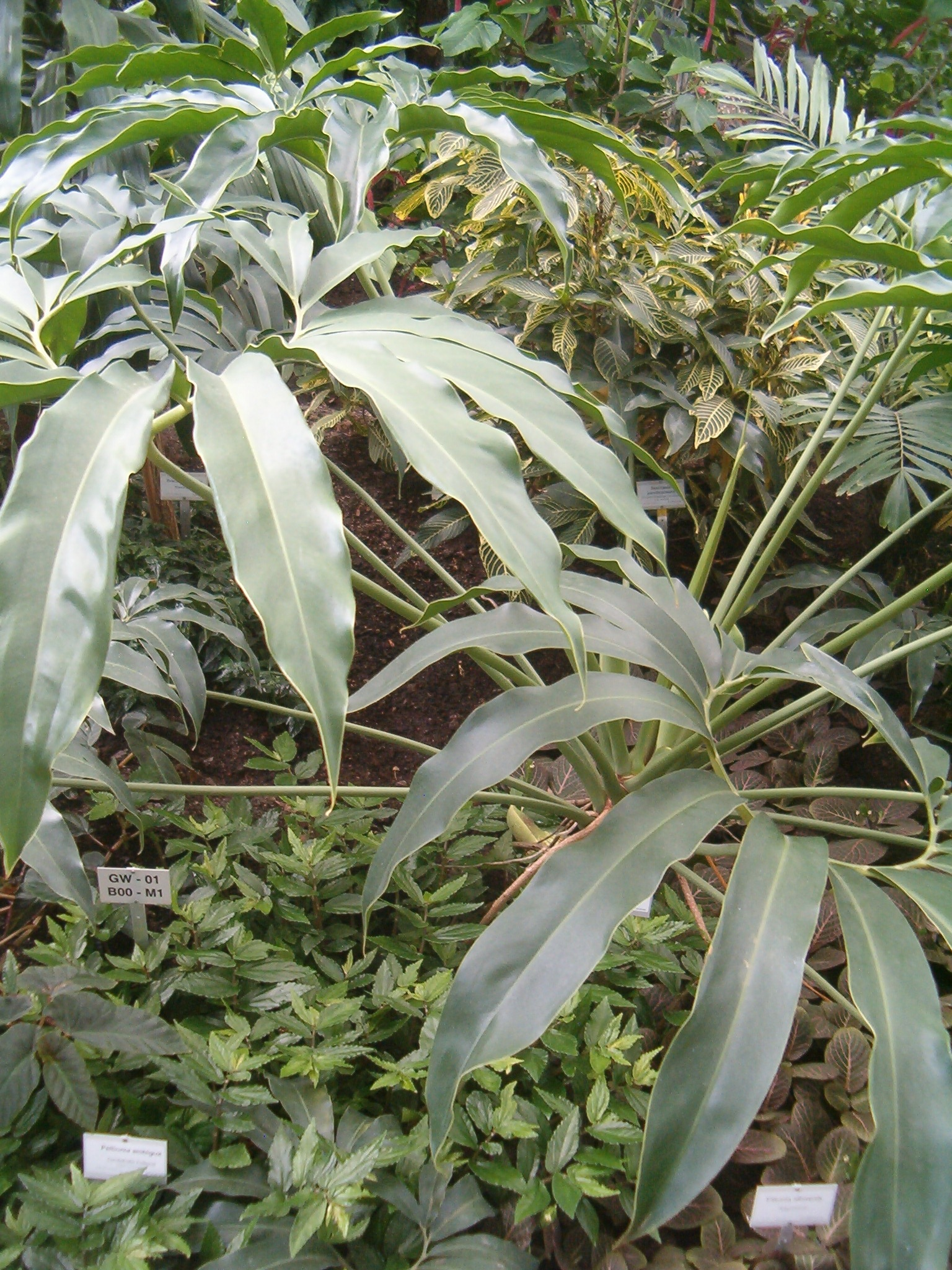